# Wang Xianbo
Wang Xianbo (chinesisch 王显波; * 28. August 1976) ist eine ehemalige chinesische Judoka, die 1996 Olympiadritte im Mittelgewicht, der Gewichtsklasse bis 66 Kilogramm war.
Die 1,69 m große Wang Xianbo gewann 1995 eine Silbermedaille bei den Militärweltspielen. Bei den Asienmeisterschaften 1995 erkämpfte sie eine Bronzemedaille. Im Jahr darauf unterlag sie bei den Olympischen Spielen 1996 in Atlanta im Achtelfinale der Südkoreanerin Cho Min-sun. Mit drei Siegen in der Hoffnungsrunde erreichte sie den Kampf um eine Bronzemedaille, in welchem sie die Französin Alice Dubois mit einer Koka-Wertung bezwang. Dreieinhalb Monate nach den Olympischen Spielen gewann sie den Titel bei den Asienmeisterschaften. Ende 1997 siegte Wang Xianbo bei den Militärweltmeisterschaften.
Nach Änderung der Gewichtsklassen trat Wang Xianbo ab 1998 im Halbmittelgewicht an, der Gewichtsklasse bis 63 Kilogramm. Bei den Asienspielen 1998 gewann sie den Titel durch einen Finalsieg über die Japanerin Nami Kimoto. 1999 siegte Wang Xianbo bei den Militärweltspielen. Bei den Militärweltmeisterschaften gewann sie 2000 Gold im Halbmittelgewicht und 2001 im Mittelgewicht. 